# Goldener Gong
Der Goldene Gong ist ein Medienpreis der Fernsehzeitschrift Gong und wurde am 16. März 1979 zum ersten Mal vergeben. Die Vergabe erfolgt in aller Regel jährlich und wird von der Redaktionskonferenz für fiktionale und nicht-fiktionale Sendungen vergeben; die Jury prämiert damit herausragende Leistungen im Fernsehen.

## Preis
Der Goldene Gong ist nicht mit einem Geldbetrag dotiert. Der Preisträger erhält eine Urkunde und eine Skulptur, die von dem Künstler Christoph Böllinger gestaltet wurde.

## Jury
Die Jury setzt sich aus allen Redakteuren der Zeitschrift zusammen. Die Abstimmung über die Vergabe muss einstimmig ausfallen. Kann keine Einigkeit über einen Preisträger erzielt werden, wird der Preis nicht vergeben.

## Sparten
Der Preis kann in den Sparten schauspielerische Darstellung, Regie, Schnitt, Ton, betreuende Redaktion, Drehbuch, Moderation, Kamera oder Produktion vergeben werden.

## Preisträger

### 1979
- Ernst-Ludwig Freisewinkel für seine Iran-Berichterstattung
- Pit Klein für Spielraum
- Ernst Arendt und Hans Schweiger für zwei Folgen der Fernsehserie Tiere vor der Kamera
- Dieter Kürten für seine Reportage über das Fußballländerspiel Bundesrepublik Deutschland gegen Argentinien
- Jürgen Haller und Team für Spielraum

### 1980
- Christian Weisenborn und Michael Wulfes für den Film Der Rasen ihrer Träume über Fußball
- Eberhard Fechner (Regie) und Edda Seippel (Darstellung) für Ein Kapitel für sich
- Bruno Moravetz für seine Berichte von den Olympischen Winterspielen 1980 in Lake Placid
- Max H. Rehbein und Jens-Uwe Scheffler für Marathon in New York
- Ralf Reck für seinen Bericht über Drogen im Magazin Report
- Friedrich Nowottny für seine Moderation zur Bundestagswahl 1980

### 1981
- Harry Valérien für seine Reportage eines Sturzes beim Skiabfahrtsrennen in Kitzbühel
- Siegfried Hofmann für Die lustige Welt der Tiere
- Wolfgang Becker und Gerd Böckmann für das Fernsehspiel Von einem Tag zum anderen
- Georg Stefan Troller und Team für Begegnung im Knast
- Alfred Weidenmann (Regie), Martin Böttcher (Musik) und Harald Vock (Buch) für Sonderdezernat K1, Die Rache des V-Mannes
- Helmut Pfleger für Schach zum Anfassen
- Rudi Carrell für Rudis Tagesshow

### 1982
- Peter von Zahn für die Unterhaltungssendung Spaß, Spiel, Sport und Spuk
- Hermann Leitner für sein Heinz Rühmann-Porträt Probe-Porträt
- Dana Vávrová (Darstellung), Franz Peter Wirth (Regie) und Janina David (Buch) für Ein Stück Himmel
- Fußballnationalmannschaften Deutschland und Frankreich für das Halbfinalspiel der Fußball-Weltmeisterschaft 1982 mit anschließendem Elfmeterschießen
- Horst Schättle, Horst Keller, Ruprecht Eser, Claudia Pörings und Wolf von Holleben als Autoren von Rekonstruktionen: Schleyer-Entführung

### 1983
- Gustl Bayrhammer für seine Darstellung des Meister Eder in Meister Eder und sein Pumuckl
- Egon Monk für seinen Zweiteiler Die Geschwister Oppermann
- Helmut Dietl, Helmut Fischer und Ruth Maria Kubitschek für Monaco Franze
- Bo Eriksson, Carl Löfmann und Lennart Nilsson für die Reportage Das Wunder des Lebens
- Thomas Gottschalk für Na sowas! Extra!
- Wolf von Lojewski für seine Reportage Rund um Big Ben
- Hellmut Gassner (Szenenbild) und Klaus Emmerich (Regie) für die Fernsehserie Rote Erde

### 1984
- Peter Krebs für seine Dokumentation Kinder in Vietnam
- Jindřich Polák (Regie) und Ota Hofman (Buch) für die Kinderserie Die Besucher
- Damiano Damiani (Regie) und Michele Placido (Darstellung) für Allein gegen die Mafia
- Edgar Reitz für die Regie von Heimat

### 1985
- Rolf Seelmann-Eggebert für Tag für Afrika
- Reinhard Donga für Buch und Regie von Das Hintertürl zum Paradies
- Wolfgang Petersen (Regie) und Jost Vacano (Kamera) für Das Boot
- Dieter Meichsner (Buch) und Dieter Wedel (Regie) für Schwarz Rot Gold: Nicht schießen!
- Dieter Kronzucker und Hanns Joachim Friedrichs für Bilder aus Amerika
- Friedrich Nowottny für seine 571. Moderation von Bericht aus Bonn
- Armin Mueller-Stahl (Darstellung) und Peter Schulze-Rohr (Regie) für Hautnah

### 1986
- Klaus Wennemann für seine Darstellung in Der Fahnder
- Georg Stefan Troller für den Dreiteiler Wohin und zurück
- Manfred Krug für seine Darstellung in Liebling Kreuzberg
- Alois Fink und Fritz Zeilinger für die Reportage vom Münchner Oktoberfest-Umzug
- Gernot Roll für die Bildführung in dem Dreiteiler Mit meinen heißen Tränen
- Gert Monheim für seine Dokumentation Gesucht wird... eine Todesursache

### 1987
- Jan Niklas für seine Darstellung als Peter der Große
- Georg Thoma für seine Kommentation der Nordischen Skiweltmeisterschaften
- Karin Thaler für ihre Darstellung in Gundas Vater
- Franz Xaver Bogner für Buch und Regie der Serie Zur Freiheit
- Hans-Joachim Kulenkampff für seine letzte Sendung Einer wird gewinnen

### 1988
- August Everding für seine Conference der Sängergala
- Jurek Becker für das Buch von Liebling Kreuzberg
- Martin Steinhoff, Hanspeter Oswald, Wolfgang Pfetzing und Jörg Gücking vom Hessischen Rundfunk für die rettende Idee des Mikros im Bohrloch von Borken
- Ilona Christen für die Moderation des ZDF-Fernsehgartens
- Felix Kuballa für seine Reportage Gesucht wird... eine Absturzursache
- Hannelore Hoger für ihre Darstellung in Die Bertinis

### 1989
- Gerhard Polt und Gisela Schneeberger (Darstellung) sowie Hanns Christian Müller (Regie) für Fast wia im richtigen Leben
- Friedhelm Busch für die Sendung Telebörse bei Sat.1
- Henric L. Wuermeling für August 39
- Max H. Rehbein für Report aus der Hölle
- Götz George (Darstellung) sowie Krystian Martinek und Neithardt Riedel (Drehbuch) für Schulz & Schulz

### 1990
- Harald Windisch für die Idee zum Musikantenstadl
- Olaf Kracht und Ulrich Meyer für Explosiv – Der heiße Stuhl
- Raimund Weber/Tillmann Scholl für Auf der Suche nach Albert Richter
- Gabriele Krone-Schmalz für ihre Reportage KGB-Verbrechen und Glasnost

### 1991
- Hape Kerkeling für die letzten drei Folgen von Total Normal
- Willy Purucker (Drehbuch) und Rainer Wolffhardt (Regie) für Löwengrube
- Eberhard Fechner für die Dokumentation Wolfskinder
- Heinrich Breloer für das Fernsehspiel Kollege Otto
- Gerd Ruge für die Berichterstattung aus Moskau während des Putschversuchs

### 1992
- Gerhard Polt für seinen Sketch in Wetten, dass..?
- Bodo Fürneisen (Regie), Jutta Wachowiak, Walfriede Schmitt, Ursula Werner und Christine Schorn (Darstellung) für Scheusal
- Hans Christian Blech und Rolf Hoppe für die Darstellung in Das große Fest
- Susanne Gelhard und ihr Team Stephan Radke, Patrick Ritter, Wolfgang Köhler und Katarina Rasulić für die Reportage Vukovar – ein Winterdrama

### 1993
- Harald Juhnke für seine Darstellung in Der Papagei
- Dieter Wedel für seine Regie von Der große Bellheim
- Susanne Lothar und Ulrich Mühe für ihre Darstellungen in Das tödliche Auge
- Udo Samel für den Mehrteiler Durchreise – Die Geschichte einer Firma
- Heinrich Breloer (Regie) und Monika Bednarz-Rauschenbach (Schnitt) für Wehner – die unerzählte Geschichte
- Dieter Moor für seine Sendung Canale Grande
- Dominik Graf für seinen Film Morlock: Die Verflechtung
- Rainer Kaufmann für Dann eben mit Gewalt
- Karlsruher SC für das Spiel gegen den FC Valencia
- Heinz Hoenig für seine Darstellung in Einer zahlt immer

### 1994
- Ines Braun (Schnitt) für Kati kommt
- Max Färberböck (Regie) für Bella Block
- Fred Breinersdorfer (Buch) und Peter Schulze-Rohr (Regie) für Der Mann mit der Maske
- Steffen Seibert für Das Grauen und der schöne Schein
- Günter Lamprecht (Darstellung) und Matti Geschonneck (Regie) für Tatort: Geschlossene Akten

### 1995
- Hanns Christian Müller für Tatort: … und die Musi spielt dazu
- Max von Sydow für seine Darstellung in Radetzkymarsch
- Otto Waalkes und Julia von Frihling (Technik) für Otto – Die Serie
- Martina Gedeck für ihre Darstellung in Hölleisengretl
- Nico Hofmann (Regie) und Matthias Seelig (Buch) für Der Sandmann
- Dominik Graf für Tatort: Frau Bu lacht
- Harald Juhnke für seine Darstellung in Der Trinker

### 1996
- Peter Zingler und Tilo Prückner für Tödliche Wende
- Robbie Coltrane (Darstellung), Brigitte Hantke (Dialogbuch) und Osman Ragheb (Synchron-Regie) für Für alle Fälle Fitz
- Senta Berger und Friedrich von Thun für Ärzte

### 1997
- Natalia Wörner für ihre Darstellung in Tatort: Perfect Mind – Im Labyrinth
- Nina Hoss für ihre Darstellung in Das Mädchen Rosemarie
- Ruth Drexel und Ottfried Fischer (Darstellung) in Der Bulle von Tölz
- Die Sendung mit der Maus
- Mona Botros und Egmont R. Koch für die Reportage Gesucht wird... die dunkle Seite von Scientology
- Max von Sydow für Hamsun
- Monika Bednarz-Rauschenberg (Schnitt), Heinrich Breloer (Buch und Regie) und Hans Brenner (Darstellung) für Todesspiel
- Rolf Seelmann-Eggebert für seine Berichterstattung über den Tod von Diana von Wales
- Uschi Glas und Georg Kofler; erstmalige Verleihung des Großen Goldenen Gong als Fernsehfrau bzw. Fernsehmann des Jahres 1997

### 1998
- Ulrich Noethen für seine Darstellung in Mein ist die Rache
- Joachim Roering (Buch und Regie) für Der kleine Dachschaden
- Heiner Lauterbach (Darstellung), Urs Egger (Regie) und Gundula Leni Ohngemach (Drehbuch) für den Zweiteiler Opernball
- Harold Woetzel für seine Reportage Die letzten Schlachtgesänge
- Dietmar Bär, Gunther Witte und Klaus J. Behrendt für Tatort: Bildersturm
- Thorsten Näter und Katharina Thalbach für Totalschaden
- Harald Schmidt für Die Harald Schmidt Show
- Christian Berkel für seine Darstellung in Tatort: Schwarzer Advent
- Gabi Bauer und Alfred Biolek; Verleihung des Großen Goldenen Gong als Fernsehfrau bzw. Fernsehmann des Jahres 1998
- Jo Baier (Regie) und Gernot Roll (Kamera) für Der Laden

### 1999
- Inge Meysel für Das vergessene Leben
- Bernd Burgemeister (Produktion), Bernd Fischerauer (Regie) und Bobby Brederlow (Darstellung) für Liebe und weitere Katastrophen
- Sigmund Gottlieb für ARD-Brennpunkt
- Ann-Kathrin Kramer und Suzanne von Borsody für ihre Darstellung in Die Mörderin
- Udo Lielischkies für die ARD-Berichterstattung aus Brüssel
- Maja Maranow und Florian Martens für ihre Darstellung in Ein starkes Team: Braunauge
- Wolf-Dieter Poschmann für herausragende Bildschirmleistungen
- Henric L. Wuermeling und Meggy Steffens für die Reihe 20 Tage im 20. Jahrhundert
- Stephan Wahl (Pfarrer) für seinen Beitrag zum Sommerschlussverkauf in Das Wort zum Sonntag
- Rudi Carrell, Kalle Pohl, Bernd Stelter, Jochen Busse, Gaby Köster, Mike Krüger, Dieter Nuhr als Team von 7 Tage, 7 Köpfe

### 2000
- Peter Hahne für seine Kommentare in ZDF spezial zur CDU-Spendenaffäre
- Heribert Schwan für die Dokumentation Tod dem Verräter über den Fall des Fußballspielers Lutz Eigendorf
- Thomas Bohn (Regie) für Tatort – Kalte Herzen
- Christiane Balthasar (Regie) für Mein Leben gehört mir
- Markus Schächter für die ZDF-Sendung der Inszenierung von La Triviata an Originalschauplätzen
- André Heller für die Finalpräsentation der erfolgreichen Bewerbung der Bundesrepublik Deutschland zur Ausrichtung der Fußballweltmeisterschaft 2006
- Guido Knopp und Hans-Christoph Blumenberg für die Dokumentation Deutschlandspiel
- Maurice Philip Remy (Buch und Regie) für die Serie Holokaust
- Mario Pisano, Niki Lauda, Christian Danner, Kai Ebel, Florian König und Heiko Waßer als Formel-1-Crew von RTL

### 2001
- Günther Maria Halmer (Darstellung) für Tatort: Bienzle und das Doppelspiel
- Volker Weicker (Regie) und Manfred Loppe (Sportchef) für die Berichterstattung von RTL über die Vierschanzentournee
- Roland Suso Richter (Regie) für Der Tunnel
- Wilfried Huismann für den Dokumentarfilm Lieber Fidel
- Sonja Goslicki (Produktion) für Tatort: Kindstod
- Britta Wauer für die Dokumentation Heldentod – Der Tunnel und die Lüge
- Peter Kloeppel für seine RTL-Moderation am Tag der Terroranschläge am 11. September 2001
- Nico Hofmann für Der Tanz mit dem Teufel – Die Entführung des Richard Oetker

### 2002
- Anneke Kim Sarnau für ihre Darstellung in Die Hoffnung stirbt zuletzt
- Maybrit Illner (Moderation) und Volker Wilms (Redaktionsleitung) für eine Folge der politischen Talkshow Berlin-Mitte vor der Bundestagswahl 2002
- Toni Osmani, Ioannis Tsialas, Alexander Adler (Laiendarsteller), Susanne Korbmacher-Schulz (Idee), Christian Wagner (Regie) und Gabriela Sperl (Drehbuch) für ghettokids
- Rolf Schlenker und Christoph Hauser für Schwarzwaldhaus 1902

### 2003
- Petra Gerster; Leserwahl zu Deutschlands Nachrichtenmoderatorin Nr. 1
- Dieter Hildebrandt für Scheibenwischer
- Michael Baier (Idee und Drehbuch) für Adelheid und ihre Mörder

### 2004
- Sebastian Koch für seine Darstellung in Stauffenberg
- Katrin Bühlig (Drehbuch) für Bella Block: Die Freiheit der Wölfe
- Ulrike Kriener für ihre Darstellung der Kommissarin Lucas: Vertrauen bis zuletzt

### 2005
- Matthias Glasner (Regie) für Die fremde Frau
- Christoph Maria Herbst für seine Darstellung der Figur Stromberg
- Bruno Ganz für seine Darstellung des Adolf Hitler in Der Untergang

### 2006
- (keine Vergabe)

### 2007
- Kathrin Breininger für die Produktion der Serie KDD – Kriminaldauerdienst
- Christian Ulmen für seine Darstellung in Dr. Psycho – Die Bösen, die Bullen, meine Frau und ich
- Michael Souvignier als Produzent des Fernsehfilms Contergan

### 2008
- Lukas Roegler als Autor und Regisseur für den Dokumentarfilm Meine Hölle Europa
- Wolfgang Rademann für sein Lebenswerk
- Hans R. Beierlein für sein Lebenswerk
- Roland Suso Richter und Maurice Philip Remy für Regie und Drehbuch des ARD-Films Mogadischu

### 2009
- Stefan Krohmer und Daniel Nocke für das Dokudrama Dutschke

### 2010
- Christian Jeltsch und Stephan Wagner für Drehbuch und Regie des Polizeiruf 110: Klick gemacht
- Aelrun Goette für die Regie des Sozialdramas Keine Angst